# Krzysztof Kozik (polityk)
Krzysztof Janusz Kozik (ur. 3 lipca 1970 w Chrzanowie) – polski polityk, samorządowiec, górnik i związkowiec, poseł na Sejm VIII i IX kadencji.

## Życiorys
Absolwent Technikum Górniczego w Libiążu. W 2012 uzyskał tytuł zawodowy inżyniera górnictwa na Wydziale Górnictwa i Geoinżynierii Akademii Górniczo-Hutniczej, a w 2017 ukończył studia typu MBA w Szkole Głównej Handlowej. Pracował jako górnik w Kopalni Węgla Kamiennego „Janina”. Od lat 90. działał w Związku Zawodowym „Kontra” w swoim miejscu pracy, wszedł też w skład władz krajowych tego związku. W 2016 został wiceprezesem Kompanii Węglowej, wcześniej zasiadał w jej radzie nadzorczej.
W wyborach samorządowych w 1998 bezskutecznie ubiegał się o mandat radnego Libiąża z listy Akcji Wyborczej Solidarność. W 2001 otwierał okręgową listę do Sejmu Alternatywy Ruch Społeczny, należąc do partii KPN-Ojczyzna (otrzymał 415 głosów). Później zaangażował się w działalność polityczną w ramach Prawa i Sprawiedliwości. Z listy tej partii bezskutecznie kandydował do Sejmu w 2005 i 2011. W 2006, 2010 i 2014 był wybierany do rady powiatu chrzanowskiego, w kadencjach 2006–2010 i 2014–2018 pełnił funkcję członka zarządu powiatu. W 2014 bez powodzenia kandydował na burmistrza Libiąża, zdobywając 20,55% głosów i zajmując 3. miejsce. W 2018 uzyskał mandat w radzie miejskiej Libiąża.
W 2015 bez powodzenia kandydował do Sejmu w okręgu nr 12 (chrzanowskim), otrzymując 2524 głosy i zajmując 7. miejsce wśród kandydatów PiS (partii przypadło w tym okręgu 5 miejsc w Sejmie). W 2019 uzyskał możliwość objęcia mandatu posła w miejsce wybranej do Europarlamentu Beaty Szydło, na co wyraził zgodę. Złożył ślubowanie 12 czerwca 2019. W wyborach w tym samym roku z powodzeniem ubiegał się o poselską reelekcję, otrzymując 12 460 głosów. W wyborach w 2023 nie został wybrany do Sejmu X kadencji. W 2024 ponownie uzyskał mandat radnego powiatu.